# Casiano Monegal
Pour les articles homonymes, voir Monegal.
Casiano Monegal Sorondo (né à Melo en 1885 et mort dans la même ville le 12 octobre 1944) était un écrivain, journaliste et homme politique uruguayen du XXe siècle,. 

## Biographie
Né à Melo, en Uruguay. Casiano Monegal, frère de l'écrivain José Monegal, il a écrit de nombreuses histoires; son chef-d'œuvre est El hijo « Le Fils ».
Entre 1923 et 1926, il a été député du Parti national pour le département de Cerro Largo. Il a également été président du Melo Football Club.

## Œuvres
- Caín (1908)
- Chanzas (1910)
- El hijo (1912)
- Las carabelas (1914)
- Musas hermanas (coauteur avec Federico Acosta y Lara) (1921)
- Décimas a Melo (1944)